# SUPER FLIGHT
| 専門評論家によるレビュー | 専門評論家によるレビュー |
| レビュー・スコア         | レビュー・スコア         |
| 出典                     | 評価                     |
| ------------------------ | ------------------------ |
| Allmusic                 | [ 1 ]                    |

『Super Flight』（スーパー・フライト）は、 日本のフュージョンバンド、カシオペアの2枚目のアルバム。

## 解説
ハード路線の1作目『CASIOPEA』に対して、メロディアス＆ポップ路線のアルバムである。カシオペアが初めてCMに起用され、制作されたシングル曲「アイ・ラブ・ニューヨーク」、カシオペアの代表曲「ASAYAKE」が初収録されている。

## 収録曲
| 全作曲・編曲: 野呂一生。 |                            |           |            |                                |      |
| #                        | タイトル                   | 作詞      | 作曲・編曲 |                                | 時間 |
| 1.                       | 「テイク・ミー」(Take Me)  |           | 野呂一生   | ストリングス・アレンジ：向谷実 | 4:19 |
| 2.                       | 「フライング」(Flying)     |           | 野呂一生   |                                | 4:51 |
| 3.                       | 「デューン（砂丘）」(Dune) |           | 野呂一生   |                                | 4:51 |
| 4.                       | 「朝焼け」(Asayake)        |           | 野呂一生   |                                | 5:05 |
| 合計時間:                | 合計時間:                  | 合計時間: | 19:06      |                                |      |

| 全編曲: 野呂一生。 |                                               |           |                      |                          |      |
| #                  | タイトル                                      | 作詞      | 作曲                 |                          | 時間 |
| 1.                 | 「アイ・ラヴ・ニューヨーク」(I Love New York) |           | スティーヴ・カルメン |                          | 4:08 |
| 2.                 | 「セイリング・アローン」(Sailing Alone)       |           | 桜井哲夫             |                          | 4:41 |
| 3.                 | 「オリオン」(Orion)                           |           | 野呂一生             |                          | 3:20 |
| 4.                 | 「マジック・レイ」(Magic Ray)                 |           | 野呂一生             |                          | 4:42 |
| 5.                 | 「マイティー・マウス」(Mighty Mouse)          |           | 野呂一生             | ホーン・アレンジ：深町純 | 3:09 |
| 合計時間:          | 合計時間:                                     | 合計時間: | 合計時間:            | 20:00                    |      |

## 参加ミュージシャン
CASIOPEA
- 野呂一生 - エレクトリックギター、エレクトリック・フレットレス・ギター、クラッピング
- 向谷実 - エレクトリックピアノ、アコースティックピアノ、オルガン、ペダル・ベース、シンセサイザー、クラッピング
- 桜井哲夫 - エレクトリックベース、エレクトリック・フレットレス・ベース
- 佐々木隆 - ドラム、クラッピング

ゲスト・ミュージシャン
- 風間幹也 - ドラム
- ペニー伊藤（とし太郎&リバーサイド） - パーカッション
- デブラ・コレル (Debrah Correll) - ヴォーカル (B1)
- 羽鳥幸次 - トランペット
- 荒木敏男 - トランペット
- 新井英治 - トロンボーン
- ジェイク・コンセプション - アルトサックス
- 村岡建 - テナーサックス
- 砂原俊三 - バリトンサックス
- Tomato Strings - ストリングス
- 深町純 - 指揮

## クレジット
- エグゼクティブ・プロデューサー - 村井邦彦、川添象郎
- プロデューサー - 宮住俊介、沢田信二
- レコーディング＆ミキシング・エンジニア - 吉沢典夫
- アシスタント・エンジニア - 寺田康彦

- アートディレクション & デザイン - ALPHABET (nh ad system)
- イラストレーター - 大久保敏邦
- ライナーノート - 竹村淳

- マスタリング・エンジニア - 鈴木浩二 (2016/7/27 ハイリゾ版)

## リリース日一覧
| 地域 | リリース日     | レーベル                       | 規格                      | カタログ番号                | 備考                            |
| ---- | -------------- | ------------------------------ | ------------------------- | --------------------------- | ------------------------------- |
| 日本 | 1979年11月25日 | アルファレコード               | 30cmLP                    | ALR-6029                    |                                 |
| 日本 | 1986年12月21日 | アルファレコード               | 12cmCD                    | 32XA-105                    |                                 |
| 日本 | 1992年3月21日  | アルファレコード               | 12cmCD                    | ALCA-272                    |                                 |
| 日本 | 1994年6月29日  | アルファレコード               | 12cmCD                    | ALCA-9002                   |                                 |
| 日本 | 1998年7月23日  | アルファレコード               | 12cmCD                    | ALCA-9197                   |                                 |
| 日本 | 2000年5月31日  | 東芝EMI                        | デジタルリマスター 12cmCD | TOCT-24365                  | 紙ジャケ                        |
| 日本 | 2001年12月19日 | ヴィレッジ・レコード           | デジタルリマスター 12cmCD | VRCL-2202                   | DSD, 紙ジャケット               |
| 日本 | 2002年1月17日  | ヴィレッジ・レコード           | デジタルリマスター 12cmCD | VRCL-2222                   | DSD                             |
| 日本 | 2009年5月27日  | ソニー・ミュージックダイレクト | デジタルリマスター 12cmCD | MHCL-20004                  | DSD, ブルースペックCD, 紙ジャケ |
| 日本 | 2016年2月3日   | ソニー・ミュージックダイレクト | デジタル・ダウンロード    | 1076209200                  | iTunes Store                    |
| 日本 | 2016年2月3日   | ソニー・ミュージックダイレクト | デジタル・ダウンロード    | 4582290413952               | mora AAC-LC 320kbps             |
| 日本 | 2016年2月3日   | ソニー・ミュージックダイレクト | デジタル・ダウンロード    | A1003862375                 | レコチョク AAC 128/320kbps      |
| 日本 | 2016年2月3日   | ソニー・ミュージックダイレクト | デジタル・ダウンロード    | B01B5ARGEQ                  | Amazon.com                      |
| 日本 | 2016年2月3日   | ソニー・ミュージックダイレクト | デジタル・ダウンロード    | B5rvkgh2auomk6punbeeczvmrom | Google Play Music               |
| 日本 | 2016年7月27日  | ソニー・ミュージックダイレクト | デジタル・ダウンロード    | 4582290418667               | mora DSD 2.8MHz/1bit            |
| 日本 | 2016年7月27日  | ソニー・ミュージックダイレクト | デジタル・ダウンロード    | smj4582290418667            | e-onkyo DSD 2.8MHz/1bit         |
| 日本 | 2016年7月27日  | ソニー・ミュージックダイレクト | デジタル・ダウンロード    | 11182                       | HD-music DSD 2.8MHz/1bit        |
| 日本 | 2016年7月27日  | ソニー・ミュージックダイレクト | デジタル・ダウンロード    | 4582290418650               | mora FLAC 96.0kHz/24bit         |
| 日本 | 2016年7月27日  | ソニー・ミュージックダイレクト | デジタル・ダウンロード    | A1004668226                 | レコチョク FLAC 96kHz 24bit     |
| 日本 | 2016年7月27日  | ソニー・ミュージックダイレクト | デジタル・ダウンロード    | smj4582290418650            | e-onkyo FLAC 96kHz 24bit        |
| 日本 | 2016年7月27日  | ソニー・ミュージックダイレクト | デジタル・ダウンロード    | 11171                       | HD-music FLAC 96kHz/24bit       |
| 日本 | 2016年7月27日  | ソニー・ミュージックダイレクト | デジタル・ダウンロード    | 9508768a942aed540379        | AWA 320kbps                     |
| 日本 | 2016年11月10日 | ソニー・ミュージックダイレクト | デジタル・ダウンロード    | 3qonmqz7cdFfMmE2iS37Rb      | Spotify                         |

## タイアップ
| トラック番号 | 曲名                         | タイアップ                              |
| B1           | 「アイ・ラブ・ニューヨーク」 | JAL ニューヨーク・キャンペーン CMソング |